# Бре (баскетбольный клуб)
«Бре» — бывший бельгийский профессиональный баскетбольный клуб из города Бре (Лимбург). Клуб был расформирован в 2010 году из-за банкротства. Клуб много лет играл в чемпионате Бельгии по баскетболу.

## История клуба
В 2005 году клуб впервые выиграл чемпионат Бельгии, а на следующем году принял участие в Кубке Европы. В Кубке Европы УЛЕБ сезона 2005/2006 команда заняла 3-е место в группе «А», а в 1/8 финала проиграла израильскому клубу «Хапоэль» (Иерусалим). По итогам сезона 2005—2006 клуб не попал в финал и занял 3-е место, в 2007 и 2008 годах «Бре» проигрывал в финалах «Остенде» и «Спиру Шарлеруа» соответственно. Перед сезоном 2009—2009 «Бре» был переведён во 2-й дивизион чемпионата Бельгии из-за финансовых проблем клуба. Клуб сумел выиграть 2-й дивизион, однако через год клуб был признан банкротом и полностью расформирован.

## Титулы
- Чемпионат Бельгии: (1)

2004–05